# سلمان خدادادی
سلمان خدادادی (زاده ۱۳۴۱ ملکان) سیاستمدار ایرانی و نمایندهٔ شهرستان ملکان در مجلس شورای اسلامی بوده است. او در دوره‌ پنجم به عنوان نماینده بناب و ملکان و در دوره های ششم، هفتم، هشتم، دهم مجلس شورای اسلامی به‌عنوان نماینده ملکان، از استان آذربایجان شرقی در مجلس حضور داشته است.
خدادادی قورومی پس از پیروزی انقلاب اسلامی درسال ۱۳۵۷ از اعضای سپاه پاسداران انقلاب اسلامی بود، سپس به وزارت اطلاعات منتقل گشت؛ او در مجلس ششم عضو کمیسیون بهداشت و درمان بود، در مجلس هفتم از اعضای کمیسیون امنیت ملی و سیاست خارجی و در مجلس هشتم نائب رئیس کمیسیون امور شوراها و امنیت داخلی کشور بود. خدادادی به‌علت رَدّ صلاحیت توسط شورای نگهبان از دوره نهم مجلس شورای اسلامی بازماند و در دولت یازدهم، مشاور وزیر امور خارجه شد. وی در دوره دهم مجلس شورای اسلامی عضو کمیسیون اجتماعی مجلس بود. او در مجلس یازدهم کاندیدا نشد.
وی محبوبیت خودرا پیش مردم پس از تجاوز به نوید پور و قتل او از دست داد.

## تحصیلات
خدادادی که در حوزهٔ انتخابیه‌اش به حاج سلمان معروف است، در مجلس پنجم دانشجوی مدیریت بود. وی تحصیلات خود را در حین خدمت تکمیل کرد؛ او در طول نمایندگی در رشته علوم سیاسی فوق لیسانس و در رشته روابط بین‌الملل مدرک گرفت و علاوه بر نمایندگی مجلس در مؤسسات آموزشی به تدریس اشتغال ورزید.

## زندگی
سلمان خدادادی در سال ۱۳۴۱ در شهر ملکان زاده شد. دورهٔ جوانی او با وقوع انقلاب ۱۳۵۷ در ایران، مصادف بود با پیروزی انقلاب اسلامی و تشکیل وزارت اطلاعات. وی به سرعت جذب دستگاه اطلاعاتی و امنیتی جمهوری اسلامی شد.
خدادادی در جریان اعدام دسته‌جمعی زندانیان عقیدتی سیاسی ایران در تابستان ۱۳۶۷ از عناصر اطلاعاتی آذربایجان شرقی بود. وی پس از یک دهه فعالیت در ادارهٔ اطلاعات آذربایجان شرقی، با جلب حمایت جامعه روحانیت مبارز، برای انتخابات دوره چهارم مجلس از حوزه انتخابیه بناب و ملکان، که در آن زمان یک نماینده در مجلس داشتند، اعلام نامزدی کرد، ولی موفق به کسب آراء لازم نشد و از ورود به مجلس چهارم بازماند تا به‌عنوان معاون مدیرکل اداره اطلاعات اردبیل به فعالیت‌های خود ادامه دهد.
چهار سال بعد در سال ۱۳۷۴ بار دیگر شانس خود را برای ورود به مجلس امتحان کرد و این بار برخلاف باور عمومی توانست به عنوان نمایندهٔ بناب و ملکان انتخاب گردد؛ اما صحت انتخابات توسط مردم بناب زیر سؤال رفت و اعتراضات مردم به درگیری مسلحانه و کشته شدن جمعی از معترضان منجر شد؛ چراکه آنها بر این باور بودند که مردم بناب به نامزدی از شهر ملکان رأی نداده و نمی‌دهند.
بنابراین نمی‌توانستند صحت انتخابات را تأیید کنند، اما خدادادی درنهایت به عنوان عضو بدنه وزارت اطلاعات علی فلاحیان، وارد مجلس پنجم شد و موفق گشت تا موافقت دولت هاشمی رفسنجانی و مجلس پنجم برای تفکیک حوزه انتخابیه بناب و ملکان را دریافت کند تا از مجلس ششم به بعد به‌طور مجزا یک نماینده از بناب و یک نماینده از ملکان راهی مجلس شوند.
در مجلس اصلاح طلب ششم، سلمان خدادادی، به کمیسیون بهداشت و درمان رفت؛ بدون آنکه سابقهٔ فعالیت در حوزهٔ درمانی داشته باشد. در این دوره او نماینده ساکت و در حاشیه ای بود. خدادادی اما در حوزه انتخابیه چهره مقبولی بود و توانست برای بار سوم وارد مجلس شود.
ولی در مجلس هفتم به اتهام تجاوز به منشی خود و یکی از دختران مراجعه کننده به دفتر نمایندگان بازداشت و راهی زندان اوین شد.
خبری که از سوی مقام‌های قوهٔ قضاییه و رئیس مجلس هفتم تأیید شد. خدادادی در حالی راهی زندان شد که موفق شده بود آراء لازم برای ورود به مجلس هشتم را جلب کند، اما این بار با مسئله رَد اعتبارنامه اش توسط نمایندگان مجلس هشتم روبرو شد.
فاطمه آلیا و فاطمه رهبر دو تن از نمایندگان زن مجلس هشتم که در جریان فساد اخلاقی این نمایندهٔ مجلس بودند، خواستار ابطال اعتبارنامه اش شدند.
اعتبارنامهٔ سلمان خدادادی ابتدا در شعبهٔ مربوطه رَد شد.
به گزارش روزنامهٔ اعتماد در ۹ امرداد ۱۳۹۹، فاطمه آلیا و فاطمه رهبر تا لحظهٔ آخر نیز برای جلوگیری از ورود خدادادی به مجلس ایستادگی کردند؛
ولی در جریان رسیدگی به پرونده اش در صحن مجلس، به دستور علی لاریجانی، جلسهٔ مجلس غیرعلنی شد و پس از نیم ساعت مذاکره در جلسه غیرعلنی، و درحالی که تعدادی از مردم ملکان در مقابل مجلس تجمع کرده و خواستار اخراج او از مجلس بودند، با استدلالات علی لاریجانی نمایندگان مجاب شدند که به اعتبارنامهٔ خدادادی رأی مثبت دهند. او پیش از تأیید اعتبارنامه اش در جمع هوادارانش در ملکان با پیش‌بینی این که اعتبارنامه اش تأیید می‌شود، گفته بود:
«مراحل پرونده در شعبه بازپرسی به اتمام رسیده و منتظر تشکیل دادگاه هستم، لذا در مورد پرونده قضایی ام تا به حال سخنی نگفته‌ام و مصاحبه نخواهم کرد و معتقدم این مسائل باید در دستگاه قضایی پیگیری شود و اگر حرفی بزنم که برخی از انقلاب رنجیده خاطر شوند، آب به آسیاب دشمن ریختن است و موجب خشنودی دشمنان و رادیوهای بیگانه می‌شود.»
در انتخابات مجلس نهم، نام سلمان خدادادی در فهرست نمایندگان رد صلاحیت شده قرار گرفت تا از ورود به مجلس نهم محروم شود. خدادادی از آنجا که در مجلس پنجم در کمیسیون امنیت ملی حضور داشت، رابطهٔ نزدیکی با حسن روحانی و جمع دیگری از اعضای کابینه روحانی داشت به همین دلیل از حامیان روحانی در انتخابات ۹۲ بود و پس از انتخاب روحانی به ریاست جمهوری ایران به عنوان گزینه اصلی استانداری بوشهر مطرح شد تا بر کرسی فریدون حسنوند استاندار وقت بوشهر که او نیز از نیروهای وزارت اطلاعات، اما طیف احمدی‌نژاد این وزارتخانه بود تکیه بزند؛ ولی به دلایل ابراز نشده، روحانی از این تصمیم منصرف شد تا خدادادی به عنوان مشاور جواد ظریف وزیر امورخارجه گمارده شود.
دوسال بعد، خدادادی بار دیگر اسب خود را برای بازگشت به مجلس زین کرد. صلاحیت او در انتخابات دهمین دوره مجلس توسط هیئت نظارت مجدداً رَد شد، ولی با لابی ای که با شورای نگهبان داشت، توانست از فیلتر این شورا بگذرد و خود را در معرض رأی مردم بگذارد و با کسب بالای پنجاه درصد آراء راهی مجلس دهم شود. وی در این انتخابات از حمایت ائتلاف امید نیز برخوردار بود و توانست آراء لازم جهت ریاست کمیسیون اجتماعی مجلس دهم را از آن خود کند.

## اتهامات تجاوز جنسی

### دوره هفتم مجلس
گفته می‌شود این نمایندهٔ مجلس، پیش‌تر سابقهٔ دستگیری و حبس به اتهام تجاوز جنسی را داشته است. در اواخر دوره هفتم مجلس شورای اسلامی دادگاهی در تهران سلمان خدادادی را به اتهام «فساد اخلاق و ارتباط نامشروع» احضار و بازداشت کرد. وی یک هفته بعد و با سپردن قرار وثیقه ۱۵۰ میلیون تومانی آزاد شد. در همان زمان نماینده قوه قضاییه اعلام کرد پروندهٔ خدادادی برای رسیدگی به سعید مرتضوی سپرده شده است. خدادادی علت بازداشت خود را «پذیرفته‌نشدن وثیقه از سوی دادگاه» عنوان کرد و هرگونه اتهام علیه خود را «جوسازی بدخواهان» خواند.
به گزارش دیده‌بان ایران، خدادادی درحالی علیرغم حکم انفصال از خدمات دولتی در بهمن ۱۳۹۹ در شستا سِمت گرفت که بیان شده است وی علاوه بر پروندهٔ زهرا نویدپور، در دوره هفتم مجلس شورای اسلامی نیز به‌اتهام «آزار و تجاوز جنسی» به دو زن (منشی و مراجعه کننده) دستگیر و چندروز در بازداشت به سر می‌برده است.

### دوره دهم مجلس
در آبان ۱۳۹۷ تصویری از صحبت‌های زنی به نام زهرا نویدپور در تلویزیون جمهوری آذربایجان پخش شد که حاوی جزئیاتی از ادعاهای او دربارهٔ سلمان خدادادی بود. او در این ویدئو اظهار داشت، این مقام ایرانی و نمایندهٔ دوره دهم مجلس شورای اسلامی، از او که متقاضی شغل بوده، سوءاستفاده جنسی کرده است و پس از آن از سوی این نماینده مجلس جمهوری اسلامی و اطرافیانش تهدید به مرگ شده است.
خبرگزاری هرانا در تیر ۱۳۹۷ یک فایل صوتی منتشر کرد که گفته می‌شد صدای این نمایندهٔ مجلس است. در این فایل صدای خدادادی شنیده می‌شود که گاه با لحنی التماس‌آمیز و گاه با تهدید به مرگ، از نویدپور می‌خواهد که شکایتش را پس بگیرد. هرانا مدعی است که اسنادی را دریافت کرده است که این نماینده مجلس به تازگی از سوی تعداد دیگری از دختران به تجاوز، آزار جنسی و سوءاستفاده از موقعیت متهم شده است.
در ۱۷ دی ۱۳۹۷، اکبر اعلمی، نمایندهٔ اصلاح طلب سابق تبریز در مجلس شورای اسلامی، در کانال تلگرامی خود خبر از مرگ زهرا نویدپور داد. جسد این زن یک روز قبل (۱۶ دی ۱۳۹۷) در منزل مادرش در شهر ملکان پیدا شد. پس از انتشار این خبر ادعاهایی مبنی بر قتل این زن ۲۸ ساله مطرح شد که مهدی علیمردانی، دادستان ملکان، در گفتگو با خبرگزاری مهر آن را تکذیب کرد و گفت: «در ظاهر خودکشی صورت گرفته و برای مشخص شدن جزئیات و دلایل این موضوع جسد متوفی به پزشکی قانونی اعزام شده تا بررسی‌های دقیق و علمی روی جسد متوفی انجام شود.»
طبق افشاگری‌های زهرا نویدپور او در دفتری در خیابان ولیعصر مورد تعرض جنسی قرار گرفته بود، سلمان خدادادی در پاسخ به این سؤال که "آیا شما دفتری در خیابان ولیعصر دارید؟" جواب می‌دهد «اصلاً دفتری در خیابان ولیعصر ندارد.» این در حالی است که اطلاعات سایت بیمه مرکزی نشان می‌دهد دفتر بیمه ایران در میدان ولیعصر متعلق سلمان خدادادی است.
همچنین در تماس با این دفتر بیمه، سؤال شده که آیا این دفتر بیمه متعلق به سلمان خدادادی نماینده مجلس است؟ پاسخ اینگونه بود: «بله دفتر متعلق به دکتر خدادادی است، دیروز هم به اینجا آمده بود.»

### حکم دادگاه
در ۲۲ اسفند ۱۳۹۷، سایت خبری رکنا اعلام کرد خدادادی در پرونده زهرا نویدپور با اتهام «رابطه نامشروع»، به ۲ سال انفصال از خدمت و تبعید و ۹۹ ضربه شلاق از سوی شعبه ۵ دادگاه کیفری استان تهران محکوم شده است. این حکم متعلق به دادگاه بدوی بود. در این گزارش، قاضی بر اساس مدارک موجود در پرونده، متهم را از تجاوز مبری دانسته بود اما اتهام رابطه نامشروع را پذیرفته بود. با این وجود روز بعد انتشار این خبر، دبیر سرویس پارلمان خبرگزاری فارس در توییتر خود نوشت: «تا این لحظه هیچ منبع معتبری حاضر به تأیید این خبر نشده و پیگیری‌های بنده تاکنون از قوه مقننه از رد چنین محکومیتی حکایت دارد.»
در مهر ۱۳۹۸ دیوان عالی کشور حکم تبعید، شلاق و انفصال از خدمات دولتی خدادادی به جرم زنا را نقض کرد و آن را برای رسیدگی مجدد به شعبه‌ای دیگر فرستاد.

### تبرئه از اتهام تجاوز جنسی و محکومیت به‌دلیل ارتباط نامشروع
روزنامهٔ شرق در ۲۳ اسفند ۱۳۹۷ نوشت:
«شلاق، تبعید و انفصال از خدمت مجازاتی است که قضات دادگاه کیفری استان تهران برای یک نمایندهٔ مجلس که متهم به آزار یک زن شده بود، در نظر گرفتند. قضات متهم را از اتهام تجاوز به عنف تبرئه کردند. به گزارش خبرنگار ما، متهم که نماینده مجلس است بعد از اینکه از سوی زن جوان متهم به تعرض شد، از سوی دادگاه مورد پرسش قرار گرفت. این مرد اتهام را رد کرد و گفت زن شاکی یکی از مراجعان او بوده و قصد اخاذی دارد. بعد از گفته‌های متهم وی با قرار وثیقه آزاد شد، اما مدارکی که بعد از این شکایت از سوی زن جوان به دادگاه ارائه داده شد، نشان می‌داد رابطهٔ زن جوان و متهم فراتر از رابطهٔ اداری بوده و آنها بارها با هم صحبت کرده و قرار گذاشته‌اند.»
درنهایت در ۹ مرداد ۱۳۹۹، دیوان عالی ایران، در حکمی سلمان خدادادی را از اتهام تجاوز جنسی تبرئه، ولی به‌دلیل برقراری آنچه که «ارتباط نامشروع» تشخیص داد به دو سال انفصال از خدمت و تحمل ۹۹ ضربه شلاق محکوم کرد.
روزنامه اعتماد در روز پنج‌شنبه ۹ مرداد ۱۳۹۹ نوشت که این حکم اگرچه هنوز رسماً تأیید یا تکذیب نشده، اما در بسیاری از رسانه‌ها و حتی کانال منتسب به سپاه پاسداران بازنشر شد «که از تأیید این حکم در دیوان عالی حکایت دارد».